# Federazione pallavolistica delle Antille Olandesi
La Federazione antillana olandese di pallavolo (nld. Nederlands Antilliaanse Volleybal Bond, NaVaBo) è un'organizzazione fondata per governare la pratica della pallavolo nelle Antille Olandesi.
Organizza il campionato maschile e femminile, e pone sotto la propria egida la nazionale maschile e femminile.
Ha aderito alla FIVB nel 1955.